# Împușcături pe portativ
Împușcături pe portativ este un film românesc din 1968 regizat de Cezar Grigoriu. Rolurile principale au fost interpretate de actorii Margareta Pâslaru, Cornel Fugaru, Puiu Călinescu.

## Distribuție
Distribuția filmului este alcătuită din:
- Ion Antonescu-Cărăbuș
- Lucia Boga — femeia misterioasă
- Draga Olteanu-Matei
- Ștefan Bănică — al doilea urmărit
- Nicu Constantin — al doilea urmăritor
- Cornel Fugaru — dirijorul
- Nae Roman — directorul teatrului
- Marilena Bodescu
- Puiu Călinescu — primul urmăritor
- Ovid Teodorescu — regizorul filmului muzical
- Rodica Sanda Țuțuianu
- Petre Sava
- Szabo Csech - Sportivul
- Pavel Sava
- Dorin Dron
- Mihai Berechet — regizorul filmului de aventuri
- Tedy Dumitriu
- Ciupi Rădulescu
- Nucu Păunescu
- Dumitru Furdui — regizorul filmului sportiv
- Ștefan Tapalagă — primul urmărit
- Ileana Dunăreanu
- Alexandru Lulescu
- Zizi Șerban
- Margareta Pâslaru — cântăreața
- Jean Lorin Florescu

## Primire
Filmul a fost vizionat de 1.705.013 spectatori de spectatori în cinematografele din România, după cum atestă o situație a numărului de spectatori înregistrat de filmele românești de la data premierei și până la data de 31 decembrie 2014 alcătuită de Centrul Național al Cinematografiei.